# FIFA移籍マッチングシステム
FIFA移籍マッチングシステム（FIFAいせきマッチングシステム、英語: FIFA Transfer Matching System、トランスファー・マッチング・システム）は、国際サッカー連盟（FIFA）の加盟協会が、クラブ間の選手移籍を記録するためのオンラインプラットフォームである。システム導入は2009年に国際サッカー連盟総会によって承認され、2010年10月1日から義務化された。
本システムの目的はクラブとサッカー協会との間の透明性、効率性、統治を改善することにある。
買い手と売り手のクラブは双方とも移籍の詳細を入力する必要がある。重要なことに、移籍が承認されるためにはこの詳細が一致しなければならない。国境を越えた移籍の場合は、国際移籍証明書が発行される。
システムには、同一協会に加盟するクラブ間の移籍のための国内移籍マッチングシステム（DTMS）と2つの異なるサッカー協会間での選手移籍のための国際移籍マッチングシステム（ITMS）の2種類が存在する。
補償金の支払い義務に加えて、保護期間中に契約違反をしたことが明らかになった選手にはスポーツ上の制裁が課されることにもなる。この制裁は公式戦への出場が4か月間制限されるものとする。さらに悪化させるような状況の場合は、出場制限が6か月間続くものとする。これらのスポーツ上の制裁は関連決定が選手に通知されるとすぐに抗力を発揮する。